# Phyllocnistis labyrinthella
Phyllocnistis labyrinthella is een vlinder uit de familie mineermotten (Gracillariidae). De wetenschappelijke naam is voor het eerst geldig gepubliceerd in 1790 door Bjerkander.
De soort komt voor in Europa.